# ジョー・トローマン
ジョセフ・マーク・トローマン（Joseph Mark Trohman、1984年9月1日 - ）は、アメリカ合衆国のギタリスト。フォール・アウト・ボーイのギター担当。

## 来歴
彼は友人とVoices Still Heardを結成した。15歳でギターの弾き方を学び、16歳で地元のバンドArma Angelusに加わり、グループのベーシストとして夏のツアーに参加した経験がある。
グリーン・デイに影響を受けた。
2009年から2013年にかけてのフォール・アウト・ボーイの休止期間中にはアンディ・ハーレーとヘヴィメタルスーパーグループ「The Damned Things」を結成して活動をしていた。

## 使用機材
ギターを収集している。使用しているギターはフェンダーのテレキャスターであるスクワイアギターによって作られた独自のシグネチャーギターを所有している。 現在はスタジオまたはライブでFender TelecastersおよびFender Stratocasterで演奏している。以前はウォッシュバーンギターとギブソンSGを使用していた。